# Kim Hae-sook

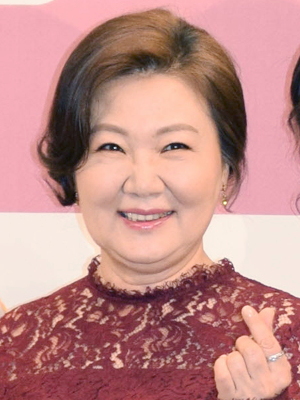
Kim Hae-sook

Kim Hae-sook (* 30. Dezember 1955 in Busan, Südkorea) ist eine südkoreanische Schauspielerin. Für ihre Leistungen in Film und Fernsehen erhielt sie zahlreiche Auszeichnungen.

## Filmografie
- 1977: Angry Apple (성난 능금 Seongnan Neunggeum)
- 1981: Jonggunsucheop (종군수첩)
- 1981: The One I Love (사랑하는 사람아 Saranghaneun Saram-a)
- 1981: Yukche-ui Mun (육체의 문)
- 1982: Mistress (정부 Jeongbu)
- 1982: Hwanyeo 82 (화녀 82)
- 1982: Die To Live (죽으면 살리라 Jugeumyeon Sallira)
- 1983: Yeoja-ga Deo Joha (여자가 더 좋아)
- 1984: Banno 2 (반노2)
- 1985: Geu Eodume Sarang-i (그 어둠에 사랑이)
- 1985: Mok-eopneun Yeosarinma (목없는 여살인마)
- 1986: Binaerineun Yeongdong-gyo (비내리는 영동교)
- 1987: Ibeu-ui Geonneonbang (이브의 건넌방)
- 1992: Winter Galaxy (겨울 미리내 Gyeoul Mirinae)
- 2002: Marrying the Mafia (가문의 영광 Gamun-ui Yeonggwang)
- 2003: The Scent of Love (국화꽃 향기 Gukhwa-kkot Hyanggi)
- 2003: Oh! Happy Day (오! 해피데이)
- 2004: Ghost (령 Ryeong)
- 2004: My Brother (우리형 Uri Hyeong)
- 2005: Mongjeonggi 2 (몽정기 2)
- 2005: My Girl and I (파랑주의보 Parangjuuibo)
- 2006: Sunflower (해바라기 Haebaragi)
- 2007: Doctor Bong (외과의사 봉달희 Oegwa-uisa Bong Dal-hui)
- 2008: Open City – Jäger und Gejagte (무방비도시)
- 2008: Viva! Love (경축! 우리 사랑 Gyeongchuk! Uri Sarang)
- 2008: Eye for an Eye (눈에는 눈 이에는 이 Nun-e-neun Nun Ieneun I)
- 2009: Durst (박쥐)
- 2010: A Long Visit (친정엄마 Chinjeong Eomma)
- 2011: Mama (마마)
- 2012: Wonderful Radio (원더풀 라디오)
- 2012: The Thieves (도둑들 Doduk-deul)
- 2012: Eumchi Keullinik (음치클리닉)
- 2013: Hope (소원 Sowon)
- 2013: Tough as Iron (깡철이 Kkangcheori)
- 2014: Kundo – Pakt der Gesetzlosen (군도: 민란의 시대)
- 2015: Helios (적도 Jeokdo)
- 2015: The Throne (사도 Sado)
- 2015: Assassination (암살 Amsal)
- 2016: Die Taschendiebin (아가씨 Agassi / The Handmaiden)
- 2016: Tunnel (터널)

Diese Liste enthält ausschließlich Filme und bildet nicht die Serien ab, in denen Kim Hae-sook mitgespielt hat.

## Auszeichnungen
2000
- KBS Drama Award: Beste Nebendarstellerin für Autumn in My Heart (Gaeul Donghwa)

2004
- KBS Drama Award: Beste Nebendarstellerin für Oh Feel Young (O! Pil-seung Bong Sun-yeong)

2005
- KBS Drama Award: Top Excellence Award, Actress für My Rosy Life (Jangmitbit Insaeng)

2007
- Japanese Movie Critics Award für International Cooperation[1]

2008
- Buil Film Award: Beste Nebendarstellerin für Open City
- Grand Bell Award: Beste Nebendarstellerin für Open City
- Korea Drama Award: Special Jury Prize für First Wives’ Club (Jokangjicheo Keulleob)

2009
- Max Movie Award: Beste Nebendarstellerin für Open City
- Chunsa Film Art Award: Beste Nebendarstellerin für Durst
- Grand Bell Award: Beste Nebendarstellerin für Durst
- Blue Dragon Award: Beste Nebendarstellerin für Durst

2010
- Korea Drama Award: Beste Nebendarstellerin für Life is Beautiful (Insaengeun Areumdawo)

2012
- Grand Bell Award: Beste Nebendarstellerin für The Thieves

2013
- KOFRA Film Awards: Beste Nebendarstellerin für The Thieves

2015
- Grand Bell Award: Beste Nebendarstellerin für The Throne (Sado)

## Anmerkung
| Personendaten    | Personendaten                                                                                              |
| ---------------- | --- |
| NAME             | Kim, Hae-sook                                                                                              |
| ALTERNATIVNAMEN  | 김해숙 (Hangeul); 金海淑 (Hanja); Gim, Hae-suk (revidierte Romanisierung); Kim, Haesuk (McCune-Reischauer) |
| KURZBESCHREIBUNG | südkoreanische Schauspielerin                                                                              |
| GEBURTSDATUM     | 30. Dezember 1955                                                                                          |
| GEBURTSORT       | Busan, Südkorea                                                                                            |